# Neuroblasto
Los neuroblastos son células embrionarias que se originan en el neuroectodermo. Durante la gestación se dividen y diferencian para desarrollarse en neuronas.

## Desarrollo y diferenciación
En la superficie dorsal del embrión en desarrollo se forma la placa neural. Esta placa neural es una lámina plana de células que se pliega para formar el tubo neural que es una estructura alargada y hueca que constituye la médula espinal primitiva, y a partir del cual proliferan los neuroblastos dando lugar a distintos tipos de células nerviosas diferenciadas.
Las células precursoras con alta capacidad de proliferación se dividen de forma asimétrica y se diferencian en neuroblastos, caracterizados por la presencia de neurofibrillas en el citoplasma y de una de las prolongaciones. Una vez formados, los neuroblastos inician un proceso de migración que los lleva a ocupar su lugar definitivo, donde desarrollarán las características de los diversos tipos de células nerviosas.
El ciclo celular de los neuroblastos se acompaña de una serie de cambios morfológicos. Así, durante la fase de síntesis de ADN, las células tienen forma alargada con el núcleo en el extremo subventricular del tubo neural. Cuando el ciclo celular entra en fase G2, la célula adquiere una forma esférica y el núcleo se sitúa a nivel de la superficie ventricular donde tiene lugar la mitosis.

## Regulación
A pesar de que no se conocen bien los factores que regulan la proliferación de los neuroblastos, existe la posibilidad de que los neurotransmisores, tales como la serotonina, noradrenalina, acetilcolina, gamma-aminobutirato (GABA) y dopamina actúen como señales reguladoras de la neurogénesis.
Cuando ha finalizado la proliferación celular, las neuronas postmitóticas migran desde la zona ventricular del tubo neural hasta los lugares donde van a residir finalmente. Sólo excepcionalmente, las neuronas continúan proliferando, a la vez que migran de la zona ventricular. La posición final que las neuronas van a ocupar en el neurocórtex puede estar determinada por su posición en la zona generativa, así como el momento en que la célula se hace postmitótica. Las células que se generan tempranamente ocupan capas corticales más profundas, mientras que las células formadas tardíamente ocupan posiciones superficiales.